# Dan Deacon
Dan Deacon (né le 18 août 1981) est un musicien composeur-performeur américain. Il a fréquenté le Conservatoire de musique de Purchase, New York, où il a joué dans beaucoup de groupes. Du tuba dans Langhorne Slim et de la guitare dans le groupe grindcore : Rated R. Il finit ses études d'électro-acoustique et MAO (musique assistée par ordinateur).
Dan Deacon est classé dans le genre "future shock" comme Videohippos, Santa Dads, Blood Baby, Ecstatic Sunshine, Ponytail, et d'autres groupes de la scène de Baltimore, où il vit.

## Discographie
- Green Cobra Is Awesome vs. the Sun (single EP) (2003)
- Goose on the Loose (2003)
- Silly Hat vs. Egale Hat (2003)
- Meetle Mice (2003)
- Live Recordings 2003 (2004)
- Twacky Cats (2004)
- Porky Pig (Standard Oil Records New Music Series) (2004)
- Acorn Master (2006)
- Spiderman of the Rings (2007)
- Bromst (2009)
- America (2012)
- Gliss Riffer (2015)
- Mystic Familiar (2020)

## Filmographie
- 2022 : Le Haut du panier (Hustle) de Jeremiah Zagar

## Distinctions
- Meilleur artiste solo local selon les critiques du Baltimore City Paper en 2005
- Meilleur artiste solo local selon les lecteurs du Baltimore City Paper en 2006
- Spiderman of the Rings élu "Meilleure Nouvelle Musique" par le site américain Pitchfork en mai 2007
- Spiderman of the Rings; l'un des meilleurs album de 2007 selon CMJ New Music Monthly
- Crystal Cat est classé parmi les meilleurs singles de 2007 selon le magazine Rolling Stone
- Spiderman of the Rings est le 24e meilleur album de 2007 pour Pitchfork
- Bromst élu "Meilleure Nouvelle Musique" par le site américain Pitchfork en mars 2009